# Scherer
Scherer ist ein deutscher Familienname.

## Varianten
- Scheerer
- Schérer
- Scherrer
- Scheerer
- Schärer
- Scheer
- Scher
- Schär
- Sche(e)r(r)mann

## Namensträger

### A
- Adolf Scherer (1938–2023), tschechoslowakischer Fußballspieler
- Agnes Scherer (* 1985), deutsche Künstlerin
- Albert Scherer (* 1943), Schweizer Künstler
- Alexander Scherer (* 1945), deutscher Filmregisseur und Drehbuchautor
- Alexander Nicolaus Scherer (1772–1824), deutsch-russischer Chemiker
- Alfons Scherer (1885–1964), deutscher Verwaltungsjurist
- Alfred Scherer (* vor 1949), deutscher Sozialpädagoge, Unternehmensberater und Publizist
- Alfredo Vicente Scherer (1903–1996), brasilianischer Geistlicher, Erzbischof von Porto Alegre
- Andreas Scherer (Theologe) (* 1967), deutscher evangelischer Theologe
- Andreas Scherer, deutscher Skispringer
- Andreas Georg Scherer (* 1964), deutscher Wirtschaftswissenschaftler und Hochschullehrer
- Anne Scherer (* 1977), deutsche Galeristin, Kuratorin, Kunstberaterin
- Annemarie Scherer-Haßdenteufel (1910–1990), deutsche Künstlerin
- Anton Scherer (1922–2015), österreichischer Literaturhistoriker und Autor
- Anton Scherer (Politiker) (1925–2021), Schweizer Politiker
- August Heinrich Scherer (* 1887), deutscher Schriftsteller und nationalsozialistischer Funktionär

### B
- Barthélemy Louis Joseph Schérer (1747–1804), französischer General
- Bee Scherer (Burkhard Scherer; * 1971), deutsche Person der Religionswissenschaft
- Bernd Scherer (* 1961), deutscher Ringer
- Bernd M. Scherer (* 1955), deutscher Philosoph und Autor, seit 2006 Intendant am Haus der Kulturen der Welt, Berlin
- Bernhard Scherer (* 1931), deutscher katholischer Theologe (SJ) und Autor
- Bernie Scherer (1913–2004), US-amerikanischer American-Football-Spieler
- Brigitte Scherer (* 1943), deutsche Journalistin
- Brigitte Russ-Scherer (* 1956), deutsche Politikerin (SPD), Oberbürgermeisterin von Tübingen
- Bruno Stephan Scherer (1929–2017), Schweizer Schriftsteller

### C
- Carl Scherer (1890–1953), Schweizer Maler und Grafiker
- Christian Scherer (1859–1935), deutscher Kunsthistoriker
- Christiane Scherer, Geburtsname von Thea Dorn (* 1970),  deutsche Schriftstellerin, Fernsehmoderatorin und Dramaturgin
- Christina Scherer (* 1993), US-amerikanische Schauspielerin
- Claudia Scherer (* 1954), deutsche Dichterin

### E
- Eberhard Scherer (1918–2007), deutscher Mediziner, Professor für Radiologie und Klinikdirektor
- Edmond Schérer (1815–1889), französischer Theologe, Literaturwissenschaftler und Politiker
- Elisabeth Scherer (1914–2013), deutsche Schauspielerin
- Emil Clemens Scherer (1889–1970), Kirchenhistoriker und Generalsekretär des „Reichsverbands für die katholischen Auslandsdeutschen“
- Erich Scherer (* 1945), deutscher Lehrer, Genealoge und Regionalhistoriker
- Erika Scherer (* 1958), deutsche Autorin
- Ernst Scherer (?–1993), deutscher Komponist, Dirigent und Musikpädagoge
- Eugen Scherer (1904–1981), deutscher Chirurg und Paläontologe

### F
- Fabio Scherer (* 1999), Schweizer Automobilrennfahrer
- Fernando Scherer (* 1974), brasilianischer Schwimmer
- Frank Scherer (* 1963), deutscher Verwaltungsjurist
- Franz Scherer (Architekt) (1927–2015), Schweizer Architekt
- Franz Scherer (Künstler) (1933–2014), deutscher katholischer Priester, Maler, Grafiker und Collagist
- Franz Scherer (Politiker), österreichischer Politiker und Abgeordneter des Oberösterreichischen Landtags
- Fred F. Scherer (1915–2013), US-amerikanischer Maler
- Freddy Scherer (* 1960), deutscher Ringer
- Friedrich Scherer (Blindenpädagoge) (1823–nach 1880), deutscher Blindenpädagoge
- Friedrich Scherer (Gartenarchitekt) (1876–nach 1941), deutscher Gartenarchitekt und -direktor
- Friedrich Scherer (Politiker) (1922–1977), deutscher Politiker (SPD), MdBB
- Fritz Scherer (Maler) (1877–1929), deutscher Maler
- Fritz Scherer (Anarchist) (1903–1988), deutscher Vagabund und Anarchist
- Fritz Scherer (Heimatforscher) (1926–2011), deutscher Heimatforscher und Fotograf
- Fritz Scherer (Fußballfunktionär) (1940–2025), deutscher Ökonom und Fußballfunktionär

### G
- Gabriela Scherer (Germanistin) (* 1963), Schweizer Germanistin
- Gabriela Scherer (* 1981), Schweizer Sängerin (Mezzosopran)
- Georg Scherer (Märtyrer) († 1528), österreichischer Ordensgeistlicher und evangelischer Märtyrer
- Georg Scherer (Jesuit) (1540–1605), österreichischer Jesuit und Gegenreformator
- Georg Scherer (Philologe) (1824–1909), deutscher Philologe und Herausgeber
- Georg Scherer (Architekt) (1860–1941), deutscher Architekt
- Georg Scherer (Politiker) (1865–1920), deutscher Politiker (Zentrum), MdL Hessen
- Georg Scherer (Funktionshäftling) (1906–1985), deutscher Kommunist und erster Lagerältester im KZ Dachau
- Georg Scherer (Philosoph) (1928–2012), deutscher Philosoph
- Gerhard Scherer (1892–1944), deutscher Zisterzienser und Opfer des Nationalsozialismus
- Gerhard Scherer (Entomologe) (1929–2012), deutscher Entomologe
- Gordon H. Scherer (1906–1988), US-amerikanischer Politiker
- Günter Scherer (1932/1933–2018), deutscher Flugzeugingenieur
- Günther Scherer (Linguist) (1901–nach 1972), deutscher Anglist und Sprachwissenschaftler
- Günther Scherer (Botaniker) (* 1946/1947), deutscher Botaniker, Gartenbauwissenschaftler und Hochschullehrer

### H
- Hans Scherer (um 1535–1611), deutscher Orgelbauer, siehe Scherer (Orgelbauer) #Hans Scherer der Ältere
- Hans Scherer († 1631), deutscher Orgelbauer, siehe Scherer (Orgelbauer) #Hans Scherer der Jüngere
- Hans Scherer (Journalist) (1938–1998), deutscher Journalist und Schriftsteller
- Hans Scherer (Mediziner) (* 1942), deutscher HNO-Arzt und Hochschullehrer
- Hans Scherer (Programmdirektor) (* 1947), deutscher Journalist und Programmdirektor von Radio Schleswig-Holstein
- Hans Christoph Scherer (1582–1632), deutscher Amtmann und Diplomat
- Hans-Georg Scherer (* 1951), deutscher Sportwissenschaftler
- Hans Joachim Scherer (1906–1945), deutscher Neuropathologe
- Hans Ulrich Scherer (1932–1966), Schweizer Architekt
- Heinrich Scherer (Geograph) (1628–1704), deutscher Geograph und Naturforscher
- Heinrich Scherer (Pädagoge) (1851–1933), deutscher Pädagoge, Pionier des Werkunterrichts
- Heinrich Scherer (Politiker) (1898–1979), deutscher Politiker, Bürgermeister von Sondernheim
- Heinrich Scherer (Funktionär) (1927–2021), deutscher Tanzsportfunktionär
- Heinrich Scherer (Ruderer) (* 1938), Schweizer Ruderer
- Helmut Scherer (Karnevalist) (* 1934), deutsche Karnevalist
- Helmut Scherer (Kommunikationswissenschaftler) (* 1955), deutscher Kommunikationswissenschaftler
- Herbert Scherer (1929–2018), deutscher Gymnasiallehrer, Studentenhistoriker und Verbandsfunktionär
- Hermann Scherer (Journalist) (1816–1903), deutscher Rechtsanwalt und Journalist
- Hermann Scherer (Bildhauer) (1893–1927), deutsch-schweizerischer Maler und Bildhauer
- Hermann Scherer (Politiker) (1914–1993), deutscher Politiker (SPD)
- Hermann Scherer (Autor) (* 1964), deutscher Autor und Unternehmer
- Hugo Scherer (1886–1958), Schweizer Ingenieur

### I
- Inge Scherer (* 1962), deutsche Juristin
- Irineu Roque Scherer (1950–2016), brasilianischer Geistlicher, Bischof von Joinville
- Isabella Scherer (* 1996), brasilianische Schauspielerin

### J
- Jacob Scherer († 1574), deutscher Orgelbauer, siehe Scherer (Orgelbauer) #Jacob Scherer
- Jacob Scherer (Politiker) (1817–1890), deutscher Jurist und Reichstagsabgeordneter
- Jacques Scherer (1912–1997), französischer Romanist und Literaturwissenschaftler
- Jakob Scherer, auch Kobi Scherer (1931–1970), Schweizer Radrennfahrer
- Jean Benoît Schérer (1741–1824), französischer Jurist und Diplomat
- Jiri Scherer (* 1970), Schweizer Unternehmer und Autor
- Johann Scherer (Komponist), deutscher Komponist und Flötist
- Johann Andreas Scherer (1755–1844), böhmischer Naturforscher und Hochschullehrer
- Johann Baptist Scherer (1869–1910), deutscher Maler und Zeichner
- Johann Friedrich Scherer (1702–1777/1778), deutscher Theologe, Orientalist und Hochschullehrer
- Johann Jakob Scherer (1825–1878), Schweizer Politiker
- Johann Joseph von Scherer (1814–1869), deutscher Arzt, Chemiker und Hochschullehrer
- Johann Ludwig Wilhelm Scherer (1777–1825), deutscher evangelischer Theologe, Prediger und Autor
- Johannes Scherer (Instrumentenbauer) (1664–1722), deutscher Instrumentenbauer
- Johannes Scherer (Theologe) (1889–1966), deutscher Theologe
- Johannes Scherer (Moderator) (* 1973), deutscher Moderator und Comedian
- Johannes Paul Scherer (1957–2003), deutscher Lehrer und Schriftsteller
- Josef Scherer (Politiker) (1791–1854), Schweizer Mediziner und Politiker
- Josef Scherer (Architekt) (1882–nach 1935), deutscher Architekt
- Joseph Scherer (Orientalist) (1776–1829), deutscher Orientalist, Buchhändler und Bibliothekar
- Joseph von Scherer (1814–1869), deutscher Mediziner und Chemiker, siehe Johann Joseph von Scherer
- Joseph Scherer (Maler) (1814–1891), deutscher Maler
- Joseph Scherer (Politiker) (1892–1974), deutscher Politiker (CDU)
- Joseph Scherer, Pseudonym von Wolfgang Weyrauch (1904–1980), deutscher Schriftsteller
- Julio Scherer García (1926–2015), mexikanischer Journalist und Verleger

### K
- Karl Scherer (Politiker, 1850) (1850–1922), deutscher Politiker, Oberbürgermeister vom Memmingen
- Karl Scherer (Politiker, 1862) (1862–1931), deutscher Politiker, MdL Hessen
- Karl Scherer (Mediziner) (1890–1937), deutscher Mediziner
- Karl Scherer (Rennfahrer), deutscher Motorradrennfahrer
- Karl Scherer (Ingenieur) (1908–1986), deutscher Ingenieur und Manager
- Karl Scherer (Politiker, III), deutscher Politiker, Autor und Mäzen
- Karl Scherer (Historiker) (* 1937), deutscher Historiker
- Karl Scherer (Mathematiker) (1942–2022), deutscher Mathematiker und Hochschullehrer
- Karl Scherer (Künstler) (* 1952), deutscher Computergrafik-Künstler
- Karl Adolf Scherer (1929–2008), deutscher Sportpublizist
- Karl Anton Scherer (1831–1905), deutscher Pfarrer und Publizist
- Karl Heinrich Scherer (1922–2000), deutscher Bankier und Mäzen
- Karlheinz Scherer (1929–2008), deutscher Maler, Zeichner und Grafiker
- Katiann Scherer (* 1991), US-amerikanische Handball- und Beachhandballspielerin
- Katrin Scherer (* 1977), deutsche Jazz-Musikerin
- Klaus Scherer (Ringer), deutscher Ringer
- Klaus Scherer (Fußballspieler) (* 1958), deutscher Fußballtorwart
- Klaus Scherer (Journalist) (* 1961), deutscher Journalist und Autor
- Klaus Scherer (Schriftsteller) (geb. Klaus Nees; * 1967), deutscher Schriftsteller und Librettist
- Klaus-Jürgen Scherer (* 1956), deutscher Politikwissenschaftler und Journalist
- Klaus R. Scherer (* 1943), deutscher Psychologe, Sozialwissenschaftler und Hochschullehrer
- Kobi Scherer (* 1931), Schweizer Radsportler, siehe Jakob Scherer
- Konstantin Scherer (* 1985), deutscher Musikproduzent
- Kurt Scherer (1938–2023), deutscher Theologe und Autor

### L
- Lígia Maria Scherer (* 1951), brasilianische Diplomatin
- Lucy Scherer (* 1981), deutsche Musicaldarstellerin
- Ludolf Scherer, Pseudonym von Georg de Pottere (1875–1951), österreich-ungarischer Diplomat
- Luisa Scherer (* 2001), deutsche Handballspielerin

### M
- Manfred Scherer (* 1951), deutscher Politiker
- Marcel Scherer (* 1952), Schweizer Politiker
- Maria Scherer (Politikerin) (1902–1981), deutsche Politikerin
- Maria Anna Scherer (1846–1921), österreichische Äbtissin
- Marie Luise Scherer (1903–1980), deutsche Malerin und Illustratorin
- Marie-Luise Scherer (1938–2022), deutsche Schriftstellerin und Reporterin
- Maria Theresia Scherer (1825–1888), Schweizer Ordensfrau
- Markus Scherer (* 1962), deutscher Ringer
- Martin Scherer (* 1972), deutscher Allgemeinmediziner und Universitätsprofessor
- Max von Scherer (1866–1939), österreichischer bildender Künstler

### N
- Nora Scherer (Dichterin) (1910–1994), deutsche Dichterin
- Nora Scherer (Fußballspielerin) (* 2005), deutsche Fußballspielerin
- Norbert Scherer (1943–2020), deutscher Filmarchitekt

### O
- Odilo Pedro Scherer (* 1949), brasilianischer Geistlicher und amtierender Erzbischof von São Paulo
- Otto von Scherer (1826–1891), badischer Oberamtmann, Abgeordneter
- Otto Scherer (Ingenieur) (1879–1963), deutscher Ingenieur und Reichspostdirektor
- Otto Scherer (Architekt) (1939–2012), Schweizer Architekt und Hochschullehrer
- Otto J. Scherer (Otto Josef Scherer; 1933–2024), deutscher Chemiker

### P
- Paul Scherer (1876–1940), deutscher Politiker
- Paul-Albert Scherer (1918–2014), deutscher Offizier, Leiter des Militärischen Abschirmdienstes (MAD)
- Peter Scherer (1518/1521–1578), Tiroler Gemeindevorsteher der Hutterischen Brüder, siehe Peter Walpot
- Peter Scherer (Lehrer) (Pseudonym Johannes Berg; 1853–1930), deutscher Lehrer, Oberschulrat, Anhänger Joseph Görres’ und Heimatschriftsteller
- Peter Scherer (Fotograf) (1869–1922), deutscher Fotograf
- Peter Scherer (Landrat) (1898–1977), deutscher Landrat
- Peter Scherer (Ingenieur) (* 1936), deutscher Ingenieur
- Peter Scherer (Historiker) (1943–2022), deutscher Historiker
- Peter Scherer (Fußballspieler) (* 1948), deutscher Fußballspieler
- Peter Scherer (Musiker) (* 1953), Schweizer Musiker und Komponist
- Péter Scherer (* 1961), ungarischer Schauspieler
- Petra Scherer (* 1970), deutsche Politikerin (SPD)
- Philipp E. Scherer, US-amerikanischer Diabetesforscher

### R
- Reiner Scherer (1943–2010), deutscher Mediziner
- Reinhard Scherer (* 1948), deutscher Bildhauer
- René Schérer (1922–2023), französischer Philosoph
- Rip Scherer (* 1952), US-amerikanischer American-Football-Trainer
- Robert Scherer (Ingenieur) (1900–1967), deutscher Eisenhütteningenieur
- Robert Scherer (Theologe) (1904–1997), deutscher Theologe, Philosoph und Lektor
- Robert Scherer (Künstler) (* 1928), italienischer Bildhauer, Maler, Grafiker und Glaskünstler
- Rodolphe Scherer (* 1972), französischer Reitsportler
- Roman Scherer (1848–1922), Schweizer Fabrikant, Typograf und Politiker[1]
- Rosa Scherer (1866–1926), österreichische Malerin
- Roy Harold Scherer jr., Geburtsname von Rock Hudson (1925–1985), US-amerikanischer Schauspieler
- Rudolf von Scherer (1845–1918), österreichischer Kirchenrechtler und Hochschullehrer
- Rudolf Scherer (Architekt) (1891–1973), österreichischer Architekt
- Rudolf Scherer (Mathematiker) (* 1943), deutscher Mathematiker und Hochschullehrer

### S
- Sebastian Anton Scherer (1631–1712), deutscher Organist und Komponist
- Siegfried Scherer (* 1955), deutscher Mikrobiologe und Evolutionskritiker
- Sophie von Scherer (1817–1876), österreichische Schriftstellerin
- Stefanie Scherer (* 1996), deutsche Biathletin
- Stephen Scherer (Sportschütze) (* 1989), US-amerikanischer Sportschütze
- Stephen W. Scherer (* 1964), kanadischer Genetiker und Genomiker

### T
- Theodor Scherer (Offizier) (1889–1951), deutscher Generalleutnant
- Theodor Scherer-Boccard (1816–1885), Schweizer Journalist, Verleger und Politiker

### U
- Uli Scherer (1953–2018), österreichischer Jazzmusiker
- Ute Scherer (* 1963), deutsche Fußballspielerin

### V
- Victor Emil Scherer (1881–1941), Schweizer Politiker
- Victoria Scherer (* 1992), deutsche Filmschauspielerin

### W
- Walter Scherer (* 1957), deutscher Fußballspieler
- Werner Scherer (1928–1985), deutscher Politiker (CDU)
- Werner Scherer (Architekt) (* 1953), deutscher Architekt
- Wilhelm Scherer (1841–1886), österreichischer Philologe
- Wilhelm Scherer (Landrat) (1866–1914), deutscher Landrat
- Wilhelm Scherer (Geistlicher) (Wilhelm Clericus, Bruder Silvester; 1873–1936), deutscher katholischer Theologe und Autor
- Willibald Scherer (1892–1969), deutscher Oberst
- Wingolf Scherer (1924–2022), deutscher Offizier, Lehrer und Autor
- Wolfgang Scherer (Radierer) (* 1945), deutscher Radierer und Grafiker
- Wolfgang Scherer (Soziologe) (* 1947), deutscher Soziologe und Hochschullehrer
- Wolfgang Scherer (Fußballspieler, 1956) (* 1956), deutscher Fußballspieler
- Wolfgang Scherer (Fußballspieler, 1961) (* 1961), deutscher Fußballspieler
- Wolfgang Scherer (Jurist), deutscher Jurist und Richter am Landgericht Stuttgart
- Wolfgang Scherer (Schauspieler), deutscher Schauspieler